# Proasellus gauthieri
Proasellus gauthieri là một loài chân đều trong họ Asellidae. Loài này được Monod miêu tả khoa học năm 1924.